# Ponte telescópica (aviação)

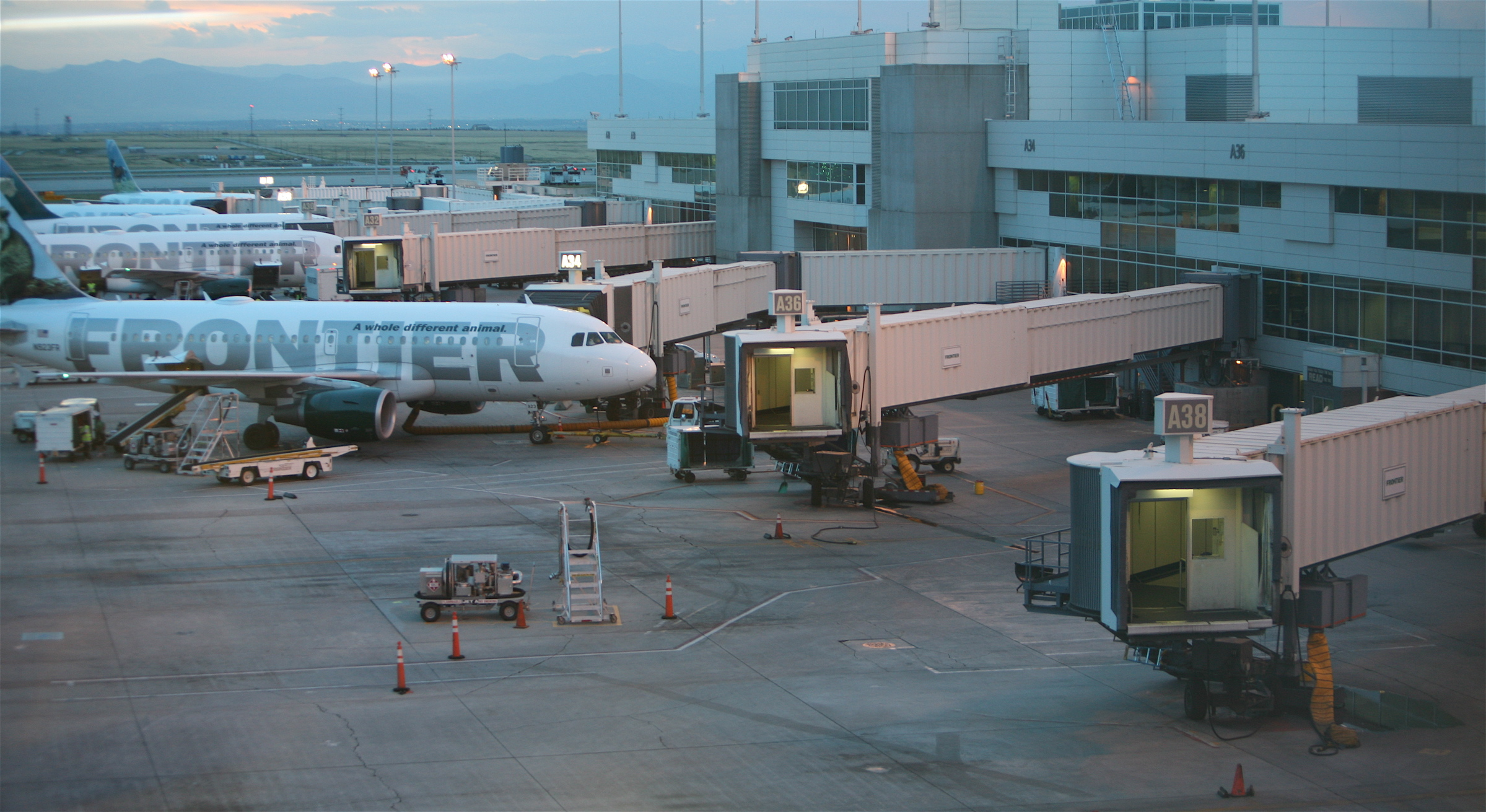
Pontes no Aeroporto de Denver

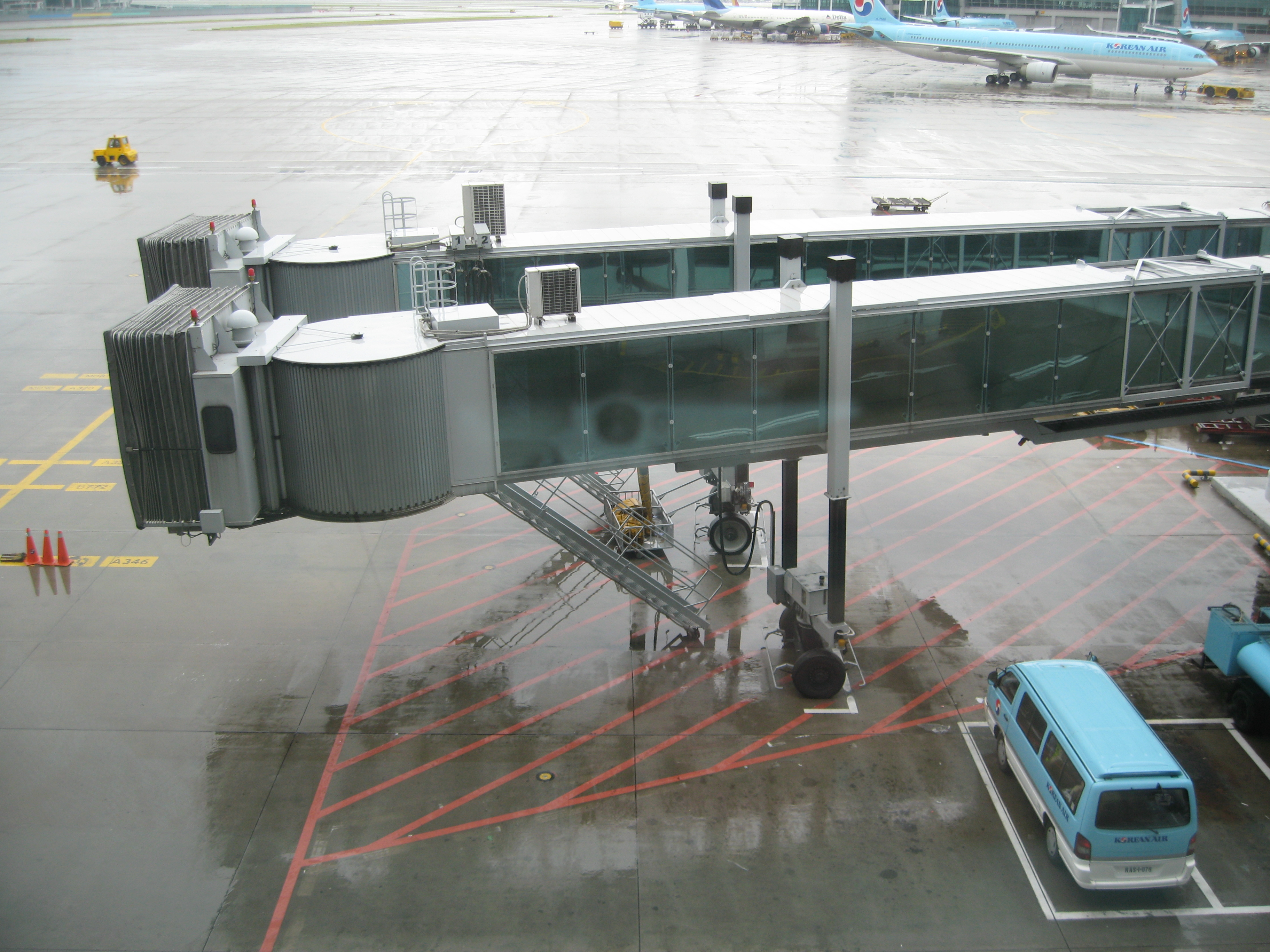
Pormenor de uma ponte

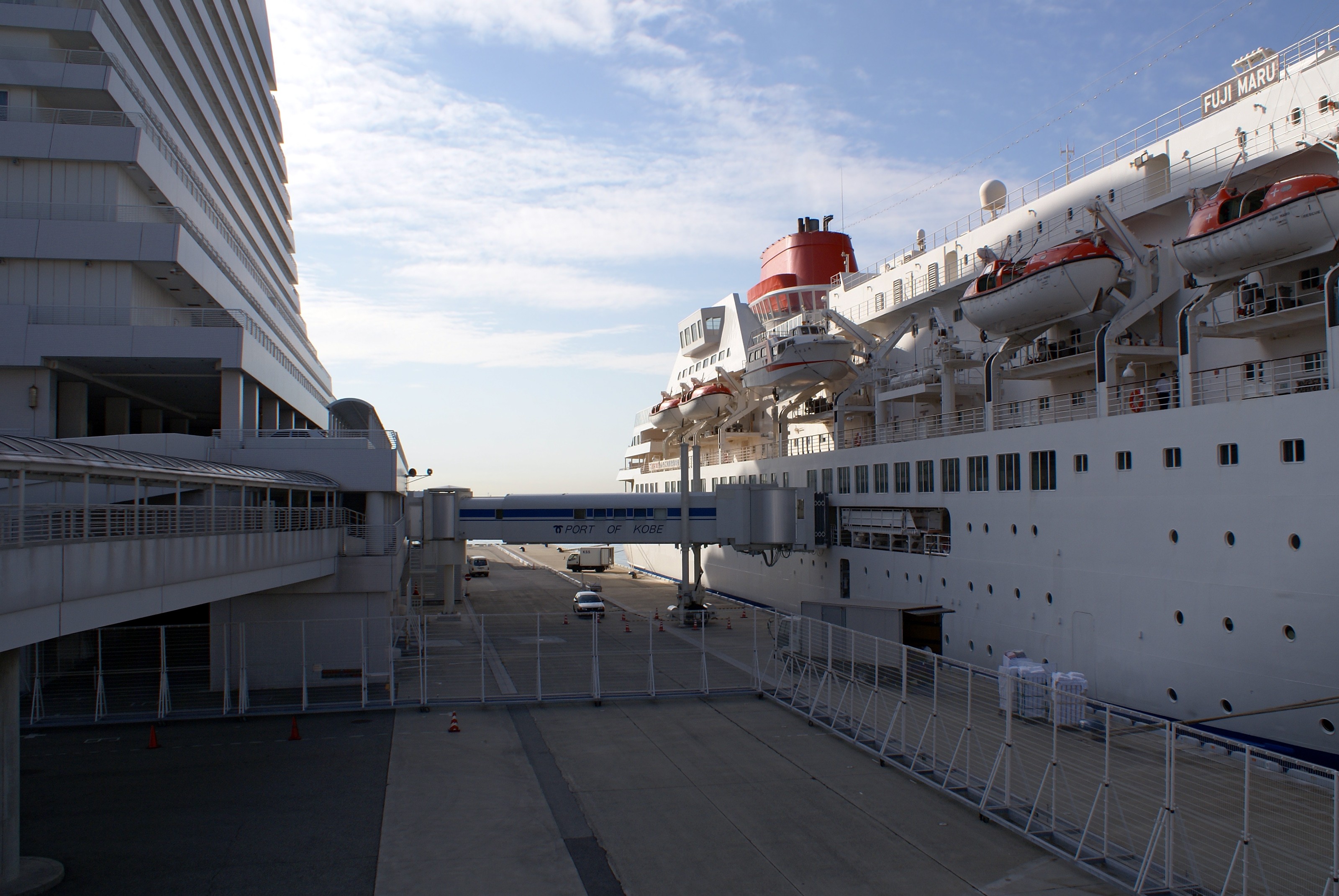
Ponte em embarcação

Uma ponte telescópica, também designada por manga, ponte de embarque, finger, jet bridge ou jetway, é um dispositivo mecânico regulável e fechado, que faz a ligação entre o terminal de aeroporto e o avião, de modo a permitir a entrada e saídas dos passageiros com segurança e livre de situações climáticas adversas, como temperaturas extremas, vento, chuva e neve.

## Funcionamento
É um equipamento regulável em altura, de acordo com a distância da porta do avião ao solo, com dispositível sanfonado que se acopla ao casco da aeronave. No entanto, certos tipos de aviões, cuja entrada fica a pouca distância do solo ou na parte traseira, não podem usufruir deste dispositivo. A principal vantagem das pontes telescópicas é o conforto oferecido aos passageiros no acesso ao interior do avião, e na sua saída deste para o terminal, efectuado dentro de uma espécie de túnel, que os protege do tempo ruim e temperaturas extremas.
Em aeroportos que não contam com o dispositivo, a entrada e saída dos passageiros é efectuada a pé, tendo que subir e descer as escadas dos aviões, ou feita por autocarros. A utilização das pontes é cada vez maior nos grandes e modernos aeroportos.

## Histórico
A ponte telescópica foi inventada pelo engenheiro alemão Frank Der Yuen, em 1959. O acoplamento à aeronave sempre se dá pelo lado esquerdo, o que padroniza sua utilização em todo o mundo.
Quando não há a estrutura, ou quando a aeronave não permite sua utilização, os passageiros embarcam em uma aeronave caminhando ao longo da rampa ao nível do solo e subindo um conjunto de escadas móveis, ou subindo as escadas em aeronaves equipadas. Escadas móveis ou “escadas de rampa”.
O protótipo foi testado pela United Airlines, em 1954. A primeira ponte operacional foi instalada pela empresa no Aeroporto O’Hare de Chicago, em 1958.

### Vantagens

Ponte em teste no Brasil

As pontes proporcionam acesso em qualquer condição climática, aumentando a segurança das operações. São fixadas no edifício do terminal de passageiros, com capacidade de se movimentar para os lados. A cabine, na ponta, pode ser levantada ou abaixada, estendida ou retraída, e pode girar, para acomodar aeronaves de tamanhos diferentes. Esses movimentos são controlados pela estação do operador. A cabine é fornecida com um toldo acolchoado, que permite que a ponte atracar com aeronaves de formas diferentes e fornece uma vedação quase impermeável. Além disso, muitos modelos oferecem dispositivos de nivelamento para a parte do piso que faz contato com a aeronave; isso permite que os passageiros façam a transição lenta do andar nivelado da aeronave para o piso da ponte inclinada. Como tal, as pontes proporcionam acesso aprimorado à aeronave para passageiros com muitos tipos de deficiências e problemas de mobilidade, já que podem embarcar e desembarcar sem subir escadas ou usar um elevador de cadeira de rodas especializado.
Aeroportos maiores contam com pontes para aeronaves de maior envergadura, com múltiplas entradas, o que permite o desembarque e o embarque de forma mais célere, embora seja bastante comum, especialmente em aviões como o Boeing 747 e Boeing 777, usar uma ponte apenas para passageiros em primeira classe e / ou classe executiva, enquanto a outra ponte é para o uso de passageiros em classe econômica. 

### Desvantagens
O uso de pontes restringe o estacionamento de aeronaves a pontos imediatamente adjacentes ao terminal. Assim, os aeroportos utilizam escadarias móveis para facilitar o desembarque em posições remotas. 
Seu uso pode representar riscos às aeronaves se forem manuseadas incorretamente. Se a ponte não estiver totalmente retraída antes da partida, ela poderá entrar em contato com partes salientes, como um tubo de pitot, exigindo reparos e atrasos. Com o tempo frio, a ponta pode congelar no casco do avião e danificá-lo, se não for feito o descongelamento.